# Distretto di Sahatsakhan
Il distretto di Sahatsakhan (in thailandese: สหัสขันธ์) è un distretto (amphoe) della Thailandia, situato nella provincia di Kalasin.